# Skørping (stacja kolejowa)
Skørping (duński: Skørping Station) – stacja kolejowa w miejscowości Skørping, w regionie Jutlandia Północna, w Danii. Znajduje się na linii Aalborg – Frederikshavn. 
Stacja jest zarządzana i obsługiwana przez Danske Statsbaner.
Stacja została otwarta w 1889 roku, ale została zamknięta w latach 70. XX wieku. Ponownie została otwarta w 2003 w ramach budowy Aalborg Nærbane (kolei podmiejskiej).

## Linie kolejowe
- Aalborg – Frederikshavn